# 岡野裕行
岡野 裕行（おかの ひろゆき、1977年 - ）は、日本の図書館情報学研究者。現在、皇學館大学文学部国文学科准教授。図書館情報学・現代文学が専門。

## 人物
- 1977年 茨城県生まれ
- 2000年3月 図書館情報大学図書館情報学部図書館情報学科（現：筑波大学情報学群知識情報・図書館学類）卒業。学士（図書館情報学）
- 2003年3月 図書館情報大学大学院情報メディア研究科情報メディア専攻博士前期課程（現：筑波大学大学院図書館情報メディア研究科図書館情報メディア専攻博士前期課程）修了、修士（学術）
- 2004年4月 埼玉学園大学人間学部人間文化学科 非常勤講師（～2006年9月）
- 2006年6月 筑波大学大学院図書館情報メディア研究科図書館情報メディア専攻博士後期課程修了、博士（学術）
  - 学位論文の題目「日本近代文学研究における文学館の役割－「全国文学館協議会」加盟文学館の発行物を中心に－」[2]
- 2006年4月 八洲学園大学生涯学習学部人間開発教育課程非常勤講師（～9月）
- 2006年7月 筑波大学大学院図書館情報メディア研究科博士特別研究員（～9月）
- 2006年10月 スロヴェニア共和国リュブリャナ大学文学部アジア・アフリカ研究科日本研究講座専任講師（～2007年12月）
- 2008年4月 二松學舎大学文学部図書館司書課程非常勤講師（～2011年3月）
- 2008年4月 相模女子大学学芸学部司書・司書教諭課程非常勤講師（～2011年3月）
- 2009年4月 鶴見大学図書館司書・司書補夏期講習非常勤講師（～2011年3月）
- 2010年4月 法政大学キャリアデザイン学部キャリアデザイン学科兼任講師（～2011年3月）
- 2010年4月 和光大学図書館司書課程非常勤講師（～2011年3月）
- 2010年4月 日本女子大学通信教育課程夏期スクーリング非常勤講師（～2011年3月）
- 2010年4月 聖学院大学司書講習・学校図書館司書教諭講習非常勤講師（～2011年3月）
- 2011年4月 皇學館大学文学部国文学科助教（～2015年3月）
- 2011年7月 国文学研究資料館国文学文献資料特別調査員（～現在）
- 2015年4月 皇學館大学文学部国文学科准教授（～現在）

## 著書

### 単著
- 『三浦綾子書誌』（勉誠出版、2003）
- 『三浦綾子：人と文学（日本の作家100人）』（勉誠出版、2005）
- 『文学館出版物内容総覧―図録・目録・紀要・復刻・館報』（日外アソシエーツ、2013）

### 共著
- 『大城立裕全集』（勉誠出版、2002）
- 『読書と豊かな人間性』（学文社、2007）
- 『歴史学および日本文学研究者に対する実態調査からみる人文科学系研究者の情報行動』（筑波大学知的コミュニティ基盤研究センター、2010）
- 『デジタル文化資源の活用：地域の記憶とアーカイブ』（勉誠出版、2011）